# Where Are You Now (album)
Where Are You Now è il quinto album in studio del gruppo elettronico genovese port-royal, pubblicato il 2 ottobre 2015 dall'etichetta statunitense n5MD

## Tracce
1. Death Of A Manifesto - 08:25
2. Theodor W. Adorno - 10:39
3. Ain't No Magician - 08:27
4. Alma M. - 06:27
5. The Last Big Impezzo - 12:33
6. Tallinn - 04:00
7. The Man Who Stole The Hype - 08:25
8. Whispering In The Dark - 04:59
9. Karl Marx Song - 10:40
10. Heisenberg - 03:15

## Formazione
- Attilio Bruzzone (chitarra, tastiere, basso, programming, voce)
- Ettore Di Roberto (pianoforte, tastiere, programming)
- Emilio Pozzolini (campionatore, samples, programming)

## Curiosità
- L'immagine di copertina ritrae, in primo piano, il guanto spaziale di Yuri Gagarin, esposto al Cosmonaut Training Centre, di Star City, in Russia.
- I titoli della seconda e della nona traccia sono un chiaro omaggio ai filosofi Theodor W. Adorno e Karl Marx, molto amati dal gruppo.
- Il titolo della decima traccia sarebbe un omaggio al personaggio di Walter White della serie tv Breaking Bad, che usava tale alias a sua volta in onore del celebre fisico tedesco.